# Куйбышевский район (Куйбышевская область)
Куйбышевский район — упразднённая административно-территориальная единица в составе Куйбышевского края и Куйбышевской области, существовавшая в 1935—1963 годах. Административный центр — село Кротовка

## Население
По данным переписи 1939 года в Куйбышевском районе проживало 34 704 чел., в том числе русские — 86,7 %, мордва — 4,4 %, казахи — 3,4 %, украинцы — 3,1 %. По данным переписи 1959 года в районе проживало 39 510 чел.

## История
Кротовский район был образован в январе 1935 года в составе Куйбышевского края (с декабря 1936 — области). В том же году Кротовский район был переименован в Куйбышевский район.
По данным 1945 года район включал 15 сельсоветов (Александровский, Богдановский, Больше-Малышевский, Георгиевский, Костливцевский, Криво-Лукский, Кротовский, Мухановский, Ново-Запрудинский, Ново-Сарбайский, Покровский, Пустоваловский, Репьевский, Софьинский и Черновский) и 1 рабочий посёлок (Тимашево).
В январе 1963 года Куйбышевский район был упразднён, а его территория передана в Кинель-Черкасский район.